# Rubín (Sarria)
Rubín (llamada oficialmente Santa Mariña de Rubín) es una parroquia y una aldea española del municipio de Sarria, en la provincia de Lugo, Galicia.

## Organización territorial
La parroquia está formada por una entidad de población:
- Rubín

## Demografía
Gráfica demográfica de la aldea y parroquia de Rubín según el INE español:
| Gráfica de evolución demográfica de Rubín entre 2000 y 2021 |
|                                                             |
| Datos según el nomenclátor publicado por el INE.            |